# روبرت لورني ريتشاردسون
روبرت لورني ريتشاردسون هو صحفي وسياسي كندي، ولد في 28 يونيو 1860، وتوفي في 6 نوفمبر 1921 في وينيبيغ في كندا. حزبياً، نشط في الحزب الليبرالي الكندي. وقد انتخب عضو مجلس العموم الكندي.